# Partito Bosgnacco
Il Partito Bosgnacco (in bosniaco: Бошњачка странка/Bošnjačka stranka BS) è un partito politico montenegrino di centrodestra, fondato nel 2006.

## Storia
Il partito venne fondato nel 2006 da Rafet Husović e ufficialmente registrato presso il Ministero della Giustizia il 24 marzo dello stesso anno. Si costituì dall'unificazione di diversi partiti musulmani in Montenegro: Unione Democratica Internazionale, Alternativa Democratica Bosniaca, Alleanza Musulmana-Bosniaca e Partito dell'Uguaglianza Nazionale. A partire dal 2021, il BS è guidato da Ervin Ibrahimović.

## Risultati elettorali
| Elezione                                                                                         | Voti    | %     | Seggi  |
| ------------------------------------------------------------------------------------------------ | ------- | ----- | ------ |
| Parlamentari 2006 a                                                                              | 12.748  | 3,76% | 1 / 81 |
| Parlamentari 2009 b                                                                              | 168.290 | 51,9% | 3 / 81 |
| Parlamentari 2012                                                                                | 15.124  | 4,17% | 3 / 81 |
| Parlamentari 2016                                                                                | 12.089  | 3,16% | 2 / 81 |
| Parlamentari 2020                                                                                | 16.279  | 3,98% | 3 / 81 |
| Parlamentari 2023                                                                                | 21.423  | 7,08% | 6 / 81 |
| a In coalizione col Partito Liberale del Montenegro b Nella Coalizione per un Montenegro Europeo |         |       |        |